# 자북극
자북극(磁北極) 또는 자북(磁北)은 지구의 자기장이 수직의 아래 방향으로 가리키는 지구 표면의 지점으로, 시간이 지남에 따라 점점 이동한다. 자북은 흔히 '지자기 북극(Geomagnetic pole)'과 혼동되기도 한다.
2005년의 자북은 캐나다 북부의 엘즈미어섬 부근(북위 82.7°, 서경 114.4°)에 놓여 있었다. 지구 자기는 완벽한 대칭이 아니므로, 자북과 그 반대 지점인 자남은 지리상 정반대에 있지 않다. 자북에서 자남을 지나는 선은 지구의 중심을 지나지 않으며, 실제로는 약 530km 떨어진 곳을 지나간다.

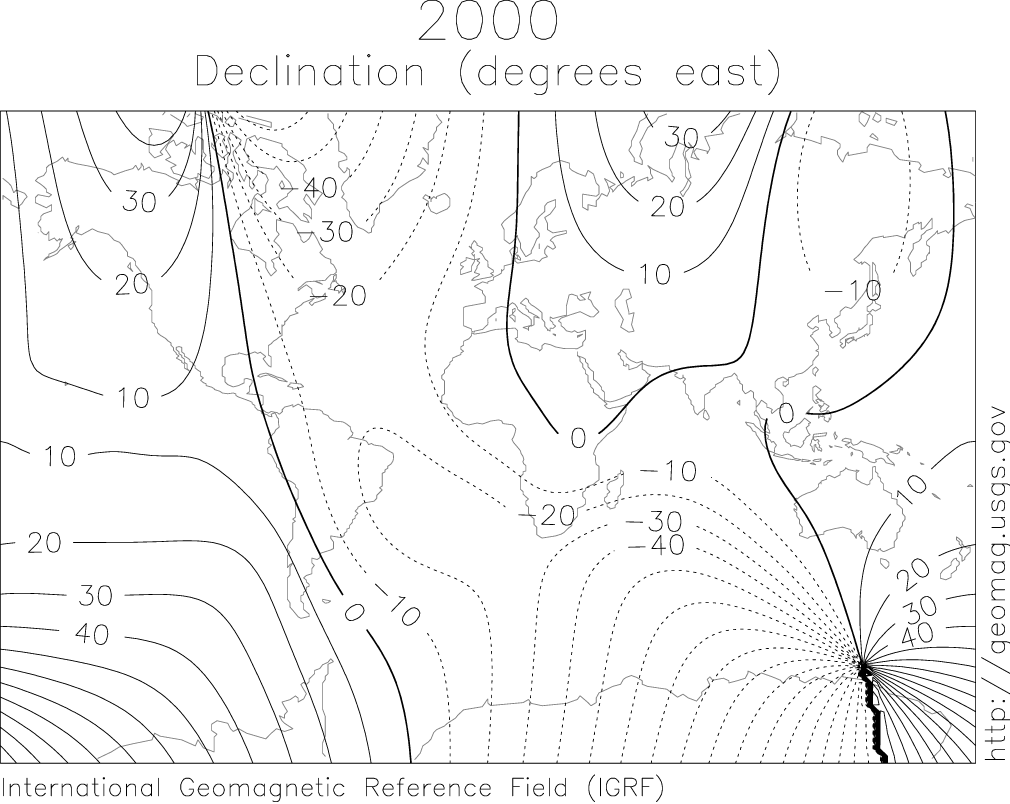
IGRF의 지자기 편차 지도

점점 멀어진다는 뜻이다.

## 같이 보기
- 자남극